# 劳尔·哈津巴
劳尔·朱姆科维奇·哈津巴（1958年3月21日—），阿布哈兹政治家，阿布哈兹民族团结论坛主席、第4任阿布哈兹总统。他曾在2003年4月22日至2004年10月6日任阿布哈兹总理、2005年2月12日至2009年5月28日任阿布哈兹副总统、2002年12月19日至2003年4月22日任阿布哈兹国防部长，曾参加了2009年和2014年的大选。哈津巴曾属于克格勃成员。
2014年阿布哈兹爆发政治危机，前总统亚历山大·安克瓦布下台，大选被提前至2014年8月举行，哈津巴参选并以50.57%的得票率取得了胜利，当选阿布哈兹的新任总统。

## 总统任内（2014–2020）
哈津巴于2014年9月25日就任总统。就任总统两个月后，他与俄罗斯联邦总统弗拉基米尔·普京签署了有争议的条约，加深了阿布哈兹和俄罗斯之间的联系。 该协议的条款包括将阿布哈兹军队置于俄罗斯武装部队的直接控制之下，并承诺阿布哈兹要使其贸易法与欧亚经济联盟保持一致。该条约在西方和格鲁吉亚共和国中受到广泛谴责，美国报纸“《纽约时报》表示阿布哈兹政府别无选择，只能同意普京的条款。但是，哈津巴赞扬了与俄罗斯的紧密联系，声称两国合作提倡“全面保障国家安全和社会经济发展的广泛机会”。哈吉姆巴在2019年阿布哈兹总统大选中于2019年9月再次当选。在第一轮赢得26.33％的选票，在第二轮赢得48.68％的选票。
2020年1月，针对哈津巴的抗议活动爆发。 1月10日，阿布哈兹最高法院宣布哈津巴在2019年总统选举中的胜利宣告无效，并于3月22日要求举行新的选举。1月12日，哈津巴辞去了总统职务。